# Biosfera (Genova)
La Biosfera, comunemente conosciuta come la Bolla di Renzo Piano è una struttura di vetro e acciaio collocata nel Porto Antico di Genova e costruita nel 2001. La struttura, di forma sferica, con un diametro di 20 m, un peso complessivo di 60 t ed una superficie espositiva di circa 200 m², è sospesa sul mare, a ponte Spinola, nelle immediate vicinanze dell'acquario.

## Descrizione
Al suo interno è ricostruita una piccola porzione di foresta pluviale tropicale che ospita oltre 150 specie di organismi animali e vegetali, quali uccelli, tartarughe, pesci, insetti, le grandi felci arboree provenienti dai vivai comunali, alte fino a sette metri, e varie specie di piante tropicali tradizionalmente utilizzate dall'uomo, che trovano le condizioni climatiche idonee alla loro sopravvivenza grazie ad un sistema di condizionamento computerizzato che garantisce il mantenimento di un adeguato livello di temperatura e umidità all'interno della sfera. È stata progettata dall'architetto genovese Renzo Piano e aperta al pubblico nel 2001 in occasione del vertice del G8 tenutosi a Genova. Oggi la visita all'interno della sfera è parte integrante del percorso offerto dall'Acquario di Genova.
Esistono due sistemi di condizionamento dell'aria: uno artificiale, utilizzato nella stagione invernale, costituito da macchine termiche poste sotto la sfera, che sfruttano il calore dell'acqua del mare per alimentare mediante una pompa di calore una serie di radiatori ed un altro naturale costituito da un sistema di vele mobili che in base alla posizione del sole variano l'incidenza delle radiazioni solari (schermandolo più o meno).
La struttura ideata dal celebre architetto genovese venne inaugurata ufficialmente il 19 gennaio 2002 dall'allora sindaco di Genova Giuseppe Pericu e da Paolo Messina, amministratore delegato della Ignazio Messina & C., che ne aveva finanziato la costruzione, costata all'epoca 4 miliardi di lire, ma una serie di difficoltà tecniche che causarono rischi per la sopravvivenza delle specie animali e vegetali ne comportarono la chiusura nel febbraio del 2003. Dopo i necessari lavori di adeguamento fu riaperta il 1º ottobre 2003.

## Forme di vita presenti

### Animali

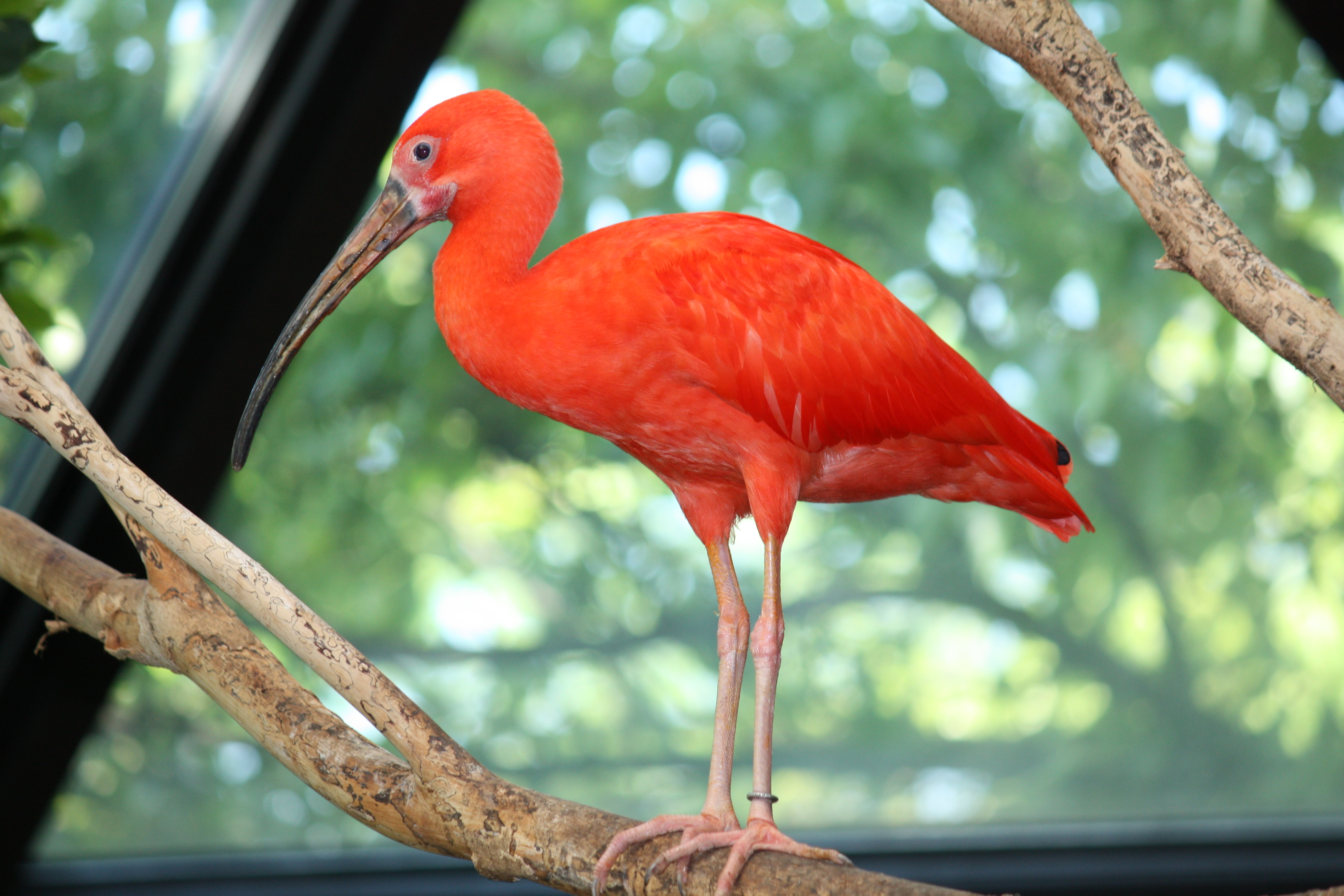
Ibis scarlatto

- Ibis scarlatto
- Cacatua delle Molucche
- Storno superbo
- Tortora diamantina
- Diamante mandarino
- Tartaruga palustre americana
- Insetto stecco
- Ciclidi africani

### Vegetali
- Felci arboree
- Mangrovie

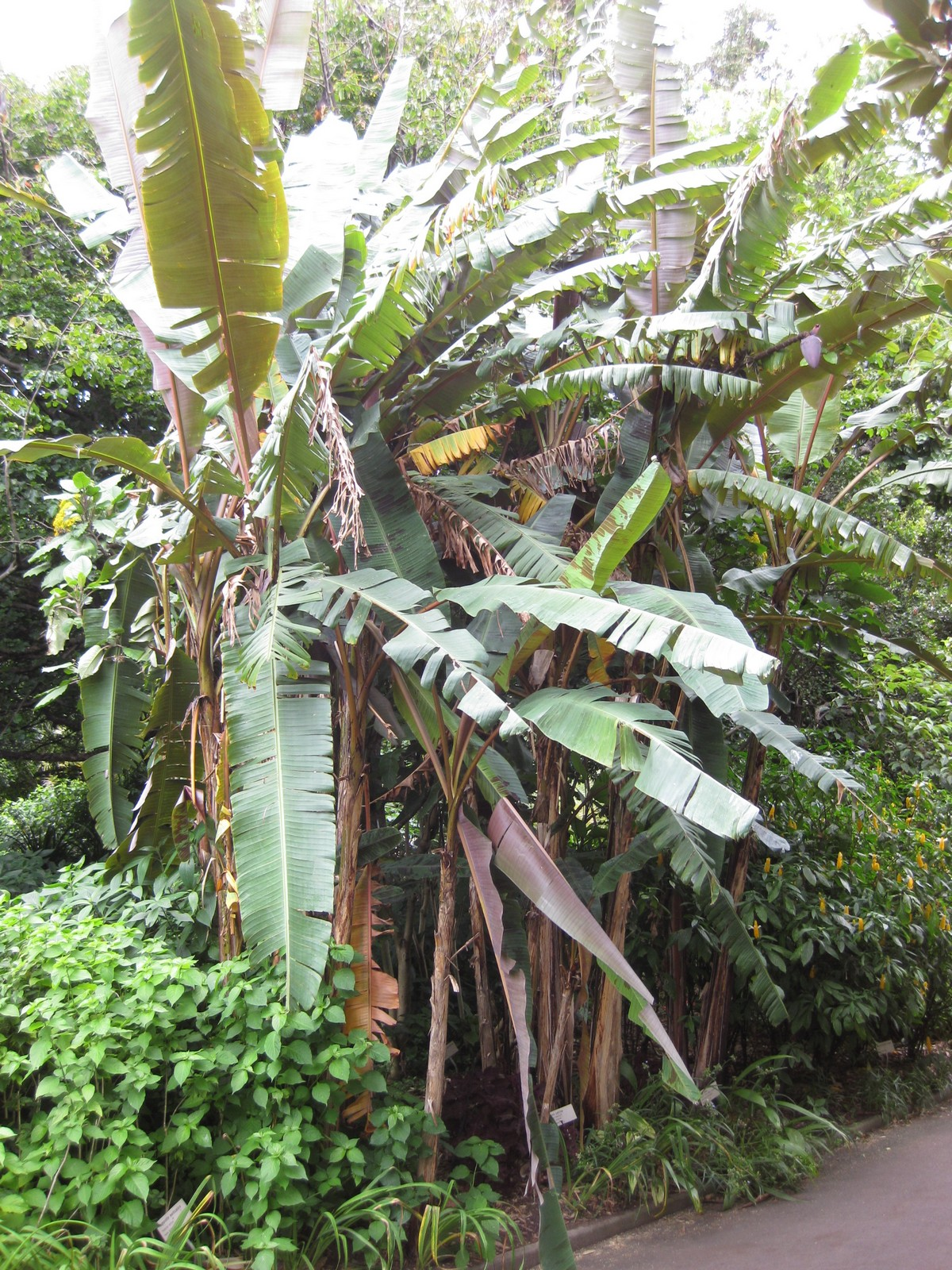
Banano

- Acacia erioloba (acacia delle giraffe)
- Carica papaya (papaia)
- Ceiba speciosa (albero bottiglia)
- Cinnamomum zeylanicum (cannella)
- Coffea (caffè)
- Couroupita guineensis (albero dalle palle di cannone)
- Dendrobium compactum (orchidea)
- Ficus benjamina
- Ficus sycomorus (sicomoro)
- Gossypium (cotone)
- Manilkara chicle (gomma da masticare)
- Musa acuminata (banano)
- Nepenthes (nepente)
- Passiflora phoenicea
- Phalaenopsis amabilis (orchidea)
- Piper nigrum (pepe)
- Ravenala madagascariensis (albero del viaggiatore)
- Theobroma cacao (cacao)
- Vanilla planifolia (vaniglia)